# Kaze Fujii
Kaze Fujii (藤井風 (Đằng Tỉnh Phong) sinh ngày 14 tháng 6 năm 1997 tại Okayama, Nhật Bản) là một nam ca sĩ và nhạc sĩ trực thuộc công ty quản lý Universal Music Japan. Anh lớn lên ở Satosho, Okayama, bắt đầu đăng tải những bài hát cover lên YouTube từ năm 12 tuổi. Anh phát hành album phòng thu đầu tiên của mình, Help Ever Hurt Never vào năm 2020, đạt vị trí số một trên bảng xếp hạng Billboard Japan Hot Albums và vị trí thứ hai trên Bảng xếp hạng album Oricon.

## Tiểu sử
Kaze Fujii sinh năm 1997 tại Satosho, Okayama, Nhật Bản, anh có một anh trai và hai chị gái. Khi còn nhỏ, anh nghe tất cả các thể loại nhạc như nhạc jazz, nhạc cổ điển, pop và enka. Bắt đầu từ năm 12 tuổi, Fujii đã đăng tải nhiều video piano và hát cover lên kênh YouTube cá nhân của mình, thu về hơn 30 triệu lượt xem. Trong những năm trung học, anh đã tạm ngừng đăng tải video để tập trung vào việc học âm nhạc của mình; anh trở lại YouTube sau khi tốt nghiệp. Đầu năm 2019, anh chuyển đến Tokyo.

## Sự nghiệp

### 2019–2021: Ra mắt ở hãng đĩa lớn,Help Ever Hurt Never
Fujii đã phát hành đĩa đơn đầu tay, "何なん (WTF lol)" vào ngày 18 tháng 11 năm 2019 và đĩa đơn thứ hai, "もうええわ (Mo-Eh-Wa)" vào ngày 24 tháng 12. Mỗi đĩa đơn được phát hành lại dưới dạng kỹ thuật số với bản mở rộng, mỗi EP bao gồm các bài hát cover chỉ có thể tải xuống trên Apple Music.
Vào tháng 1 năm 2020, anh ấy được vinh danh là một trong 10 nghệ sĩ đột phá hàng đầu "Early Noise 2020" của Spotify. Các buổi biểu diễn trực tiếp dưới hình thức Nan-Nan Show 2020 đã được lên kế hoạch lần lượt vào ngày 4 và 26 tháng 4 tại Zepp Namba và Zepp Tokyo, nhưng đã bị hủy do đại dịch COVID-19. Fujii phát hành album phòng thu đầu tiên Help Ever Hurt Never vào ngày 20 tháng 5 năm 2020, và đạt vị trí số một trên bảng xếp hạng Billboard Japan Hot Albums. Anh cũng đã công bố chuyến lưu diễn toàn quốc đầu tiên của mình, bao gồm 12 buổi biểu diễn tại 11 thành phố từ ngày 25 tháng 12 năm 2020 đến ngày 31 tháng 1 năm 2021. Vào tháng 8 năm 2020, anh trở thành người Nhật Bản đầu tiên trở thành Nghệ sĩ đang lên của YouTube. Ngay sau Kaze Fujii "Nan-Nan Show 2020" Help Ever Hurt Never tại Nippon Budokan kết thúc, , Fujii đã phát hành hai đĩa đơn mới: "Hedemo Ne-Yo" và "Seishun Sick" vào ngày 30 tháng 10. Mỗi đĩa đơn được phát hành dưới dạng kỹ thuật số với phần mở rộng và các bài hát cover riêng.
Vào tháng 3 năm 2021, "Tabiji" trở thành bài hát chủ đề đầu tiên của anh cho một bộ phim truyền hình Nhật Bản Nizi Village Clinic (にじいろカルテ). Vào tháng 4 năm 2021, "Kirari" phát hành và được sử dụng trong quảng cáo truyền hình Honda Vezel (HR-V). Bài hát đã dẫn đến sự bùng nổ về mức độ nổi tiếng của anh trên toàn thế giới, ra mắt ở vị trí số một trên bảng xếp hạng Billboard Japan Download Songs. Vào tháng 8 năm 2021, Fujii được GQ vinh danh là một trong những nhạc sĩ thú vị nhất trên thế giới. Vào ngày 31 tháng 12 năm 2021, Fujii đã biểu diễn trong chương trình âm nhạc danh giá cuối năm, NHK Kohaku Uta Gassen.

### 2022–nay:Love All Serve All
Vào ngày 14 tháng 1 năm 2022, Fujii phát hành EP Kirari Remixes (Phiên bản châu Á). Fujii phát hành album phòng thu thứ hai, Love All Serve All, vào ngày 23 tháng 3 năm 2022. Kể từ tháng 7 năm 2022, Fujii đã thu hút sự chú ý của khán giả toàn cầu nhờ một trong những bài hát của anh, "Shinunoga E-Wa", trở thành một hiện tượng trên TikTok. Bài hát này được phát hành trong album đầu tay Help Ever Hurt Never vào năm 2020.

## Phong cách nghệ thuật
Fujii Kaze viết/sáng tác tất cả các bài hát của mình. Âm nhạc của Fujii được mô tả là "mới mẻ nhưng quen thuộc", với ảnh hưởng rõ ràng từ âm nhạc phương Tây đã cùng anh lớn lên. Giọng hát của Fujii làm chúng ta "gợi nhớ lại các tiêu chuẩn pop kayōkyoku Nhật Bản", khiến âm nhạc của anh cũng mang nét rất riêng của người Nhật.

## Danh sách đĩa nhạc

### Album phòng thu
| Tên                                                                                           | Chi tiết | Thứ hạng cao nhất | Thứ hạng cao nhất | Doanh số       | Chứng chỉ        |
| Tên                                                                                           | Chi tiết | JPN               | JPN Hot           | Doanh số       | Chứng chỉ        |
| --------------------------------------------------------------------------------------------- | --- | ----------------- | ----------------- | -------------- | ---------------- |
| Help Ever Hurt Never                                                                          | - Phát hành: Ngày 20 tháng 5 năm 2020 - Hãng đĩa: Universal Sigma/HEHN - Định dạng: CD, tải nhạc Danh sách 1. "何なんw" (WTF lol) 2. "もうええわ" (I'm Over It) 3. "優しさ" (Kindness) 4. "キリがないから" (Cause It's Endless) 5. "罪の香り" (Flavor of Sin) 6. "調子のっちゃって" (Oops I Pushed My Luck) 7. "特にない" (Not Particularly) 8. "死ぬのがいいわ" (I'd Rather Die) 9. "風よ" (Hey Mr. Wind) 10. "さよならべいべ" (Sayonara Baby) 11. "帰ろう" (Go Home) | 2                 | 1                 | - JPN: 134,000 | - RIAJ: Gold     |
| Love All Serve All                                                                            | - Phát hành: Ngày 23 tháng 3 năm 2022 - Hãng đĩa: Universal Sigma/HEHN - Định dạng: CD, tải nhạc Danh sách 1. "きらり" (Kirari) 2. "まつり" (Matsuri) 3. "へでもねーよ" (LASA edit) (Hedemo Ne-Yo (LASA edit)) 4. "やば。" (YABA.) 5. "燃えよ" (Mo-Eh-Yo) 6. "ガーデン" (Garden) 7. "Damn" 8. "ロンリーラプソディ" (Lonely Rhapsody) 9. "それでは、" (Bye for Now,) 10. "'青春病'" ('Seishun Sick') 11. "旅路" (Tabiji)                                                | 1                 | 1                 | - JPN: 204,811 | - RIAJ: Platinum |
| "—" biểu thị các bản phát hành không có bảng xếp hạng hoặc không được phát hành ở khu vực đó. | |                   |                   |                |                  |

### EP
| Tên                                                                                           | Chi tiết | Thứ hạng cao nhất | Thứ hạng cao nhất | Doanh số (JPN) |
| Tên                                                                                           | Chi tiết | JPN               | JPN Hot           | Doanh số (JPN) |
| --------------------------------------------------------------------------------------------- | --- | ----------------- | ----------------- | -------------- |
| Nan-Nan (何なんw)                                                                             | - Phát hành: Ngày 24 tháng 1 năm 2020 - Hãng đĩa: Universal Sigma/HEHN Records - Định dạng: Tải nhạc Danh sách 1. "何なんw" (WTF lol) 2. "Close to You" (cover) 3. "Don't Let Me Be Misunderstood" (cover) 4. "Shake It Off" (cover) | —                 | —                 | —              |
| Mo-Eh-Wa (もうええわ)                                                                         | - Phát hành: Ngày 21 tháng 2 năm 2020 - Hãng đĩa: Universal Sigma/HEHN Records - Định dạng: Tải nhạc Danh sách 1. "もうええわ" (I'm Over It) 2. "Shape of You" (cover) 3. "Back Stabbers" (cover) 4. "Be Alright" (cover) | —                 | 10                | —              |
| Hedemo Ne-Yo (へでもねーよ)                                                                   | - Phát hành: Ngày 4 tháng 12 năm 2020 - Hãng đĩa: Universal Sigma/HEHN Records - Định dạng: Tải nhạc Danh sách 1. "へでもねーよ (Hedemo Ne-Yo)" 2. "Just the Two of Us" (cover) 3. "Sunny" (cover) 4. "Sorry" (cover) | 27                | —                 | 5,430          |
| Seishun Sick (青春病)                                                                         | - Phát hành: Ngày 11 tháng 12 năm 2020 - Hãng đĩa: Universal Sigma/HEHN Records - Định dạng: Tải nhạc Danh sách 1. "青春病" (Seishun Sick) 2. "Teenage Dream" (cover) 3. "Good as Hell" (cover) 4. "Circles" (cover) | 31                | —                 | 4,559          |
| Kirari Remixes (Asia Edition)                                                                 | - Phát hành: Ngày 14 tháng 1 2022 - Hãng đĩa: Universal Sigma/HEHN Records - Định dạng: Tải nhạc Track listing 1. "Kirari" (Original Remix) 2. "Kirari" (Daul Remix) 3. "Kirari" (FunkyMo Remix) 4. "Kirari" (pxzvc Remix) 5. "Kirari" (Kaze & Yaffle Just For Fun Remix) 6. "Kirari" (Knopha Remix) 7. "Kirari" (Naken Remix) 8. "Kirari" (Yaffle Remix) 9. "きらり" | —                 | 15                |                |
| "—" biểu thị các bản phát hành không có bảng xếp hạng hoặc không được phát hành ở khu vực đó. | |                   |                   |                |

### Đĩa đơn
| Tên                                              | Năm  | Thứ hạng cao nhất | Thứ hạng cao nhất | Thứ hạng cao nhất | Thứ hạng cao nhất | Chứng chỉ                                  | Album                         |
| Tên                                              | Năm  | JPN Comb.         | JPN Hot           | VIE               | WW                | Chứng chỉ                                  | Album                         |
| ------------------------------------------------ | ---- | ----------------- | ----------------- | ----------------- | ----------------- | ------------------------------------------ | ----------------------------- |
| "Nan-Nan" (何なんw)                              | 2019 | —                 | 99                | —                 | —                 | - RIAJ: Gold (st.)                         | Help Ever Hurt Never          |
| "Mo-Eh-Wa" (もうええわ)                          | 2019 | —                 | —                 | —                 | —                 |                                            | Help Ever Hurt Never          |
| "Yasashisa" (優しさ)                             | 2020 | —                 | 34                | —                 | —                 | - RIAJ: Gold (st.)                         | Help Ever Hurt Never          |
| "Cause It's Endless" (キリがないから)            | 2020 | —                 | 86                | —                 | —                 |                                            | Help Ever Hurt Never          |
| "Hedemo Ne-Yo" (へでもねーよ)                    | 2020 | —                 | —                 | —                 | —                 |                                            | Love All Serve All            |
| "Seishun Sick" (青春病)                          | 2020 | —                 | 68                | —                 | —                 |                                            | Love All Serve All            |
| "Tabiji" (旅路)                                  | 2021 | 15                | 10                | —                 | —                 | - RIAJ: Silver (st.)                       | Love All Serve All            |
| "Kirari" (きらり)                                | 2021 | 5                 | 2                 | —                 | 135               | - RIAJ: Gold (dig.) - RIAJ: Platinum (st.) | Love All Serve All            |
| "Ignite" (燃えよ)                                | 2021 | —                 | 19                | —                 | —                 |                                            | Love All Serve All            |
| "Matsuri" (まつり)                               | 2022 | 24                | 10                | 48                | —                 | - RIAJ: Gold (st.)                         | Love All Serve All            |
| "Damn"                                           | 2022 | —                 | 42                | —                 | —                 |                                            | Love All Serve All            |
| "Grace"                                          | 2022 | 8                 | 4                 | —                 | —                 | - RIAJ: Gold (st.)                         | Đĩa đơn không nằm trong album |
| "Workin' Hard"                                   | 2023 | 32                | 13                | —                 | —                 |                                            | Đĩa đơn không nằm trong album |
| "Hana" (花)                                      | 2023 | 6                 | 6                 | —                 | —                 | - RIAJ: Gold (st.)                         | Đĩa đơn không nằm trong album |
| "Michiteyuku" (満ちてゆく)                       | 2024 | 5                 | 4                 | —                 | 139               |                                            | Đĩa đơn không nằm trong album |
| "—" biểu thị các đĩa đơn không có bảng xếp hạng. |      |                   |                   |                   |                   |                                            |                               |

### Bảng xếp hạng và chứng chỉ bài hát khác
| Tên                                              | Năm  | Thứ hạng cao nhất | Thứ hạng cao nhất | Thứ hạng cao nhất | Thứ hạng cao nhất | Thứ hạng cao nhất | Chứng chỉ              | Album                |
| Tên                                              | Năm  | JPN Comb.         | JPN Hot           | SGP               | VIE               | WW                | Chứng chỉ              | Album                |
| ------------------------------------------------ | ---- | ----------------- | ----------------- | ----------------- | ----------------- | ----------------- | ---------------------- | -------------------- |
| "Shinunoga E-Wa" (死ぬのがいいわ)                | 2020 | 33                | 31                | 8                 | 39                | 118               | - RIAJ: Platinum (st.) | Help Ever Hurt Never |
| "Kaerou" (帰ろう)                                | 2020 | —                 | —                 | —                 | —                 | —                 | - RIAJ: Gold (st.)     | Help Ever Hurt Never |
| "Garden" (ガーデン)                              | 2022 | 25                | 28                | —                 | —                 | —                 | - RIAJ: Platinum (st.) | Love All Serve All   |
| "—" biểu thị các đĩa đơn không có bảng xếp hạng. |      |                   |                   |                   |                   |                   |                        |                      |

## Giải thưởng và đề cử
| Giải thưởng                  | Năm  | Hạng mục                               | Tác phẩm đề cử/Người nhận | Kết quả   | Ng.           |
| ---------------------------- | ---- | -------------------------------------- | ------------------------- | --------- | ------------- |
| CD Shop Awards               | 2021 | Blue Prize                             | Help Ever Hurt Never      | Đoạt giải |               |
| CD Shop Awards               | 2021 | China Block Award                      | Help Ever Hurt Never      | Đoạt giải |               |
| CD Shop Awards               | 2022 | Best Live Video Works                  | Nan-Nan Show 2020         | Đoạt giải | [ 8 ]         |
| MEXT Awards                  | 2022 | Art Encouragement Prize for New Artist | Kaze Fujii                | Đoạt giải | [ 41 ] [ 42 ] |
| Mnet Asian Music Awards      | 2020 | Best New Asian Artist Japan            | Kaze Fujii                | Đoạt giải | [ 43 ]        |
| MTV Video Music Awards Japan | 2020 | Best R&B Video                         | "Nan-Nan"                 | Đoạt giải |               |
| MTV Video Music Awards Japan | 2022 | Best Visual Effects                    | "damn"                    | Đoạt giải |               |
| Music Pen Club Awards        | 2021 | Best New Artist (Popular Music)        | Kaze Fujii                | Đoạt giải |               |
| Space Shower Music Awards    | 2021 | Best Breakthrough Artist               | Kaze Fujii                | Đoạt giải |               |
| Space Shower Music Awards    | 2021 | Best Conceptual Video                  | "Seishun-Sick"            | Đoạt giải |               |
| Space Shower Music Awards    | 2022 | Best Solo Artist                       | Kaze Fujii                | Đoạt giải |               |
| Space Shower Music Awards    | 2022 | Best Conceptual Live                   | Kaze Fujii                | Đoạt giải |               |
| Space Shower Music Awards    | 2022 | People's Choice                        | Kaze Fujii                | Đoạt giải |               |